# Eincheville
Eincheville är en kommun i departementet Moselle i regionen Grand Est (tidigare regionen Lorraine) i nordöstra Frankrike. Kommunen ligger i kantonen Grostenquin som tillhör arrondissementet Forbach. År 2022 hade Eincheville 223 invånare.

## Befolkningsutveckling
Antalet invånare i kommunen Eincheville
| Referens: INSEE |